# Gévaudan (Band)
Gévaudan ist eine 2013 gegründete Epic-Doom-Band.

## Geschichte
Gévaudan wurde 2013, aufbauend auf dem vom Gitarristen Bruce Hamilton geschriebenen „Katalog mit doomigen Riffs“, gegründet. Im September 2013 komplettierten Hamilton und der Bassist Andy Salt die Band mit dem Schlagzeuger David Himbury und dem Sänger Adam Pirmohamed.

### Gründung
Als Hamiltons vorherige Band Burn the Yeti auseinanderging wollte er weiterhin in einer Doom-Metal-Band spielen und sprach Salt direkt an. Salt war kurz zuvor in die Region gezogen und zeigte sich interessiert. Seine vorherige Band hatte er mit seinem Umzug zurückgelassen.

„Ich war auf der Suche nach einem originellen Projekt, in dem ich ein paar richtig, richtig harte Riffs spielen konnte. Als ich Bruce zum ersten Mal traf, schienen wir ähnliche Vorstellungen von dem zu haben, was wir erreichen wollten, und auch ähnliche Einflüsse. Als wir das erste Mal zusammen in den Proberäumen saßen, hat es richtig gut geklickt.“

Himbury und Pirmohamed kamen über die aktive Suche von Salt und Hamilton in die Band. Beide waren von Beginn an von der Idee einer Doom-Metal-Band begeistert. Pirmohamed kam als letztes Mitglied in die Gruppe, nachdem Gévaudan zuerst mit einem, nicht namentlich benannten, anderem Sänger geprobt hatte. Dieser war jedoch weniger an Doom Metal interessiert. Nach etwa zwei Wochen schied er wieder aus der Gruppe, wodurch Gévaudan Aktiv weiter suchte. Pirmohamed meldete sich und sprach per Video vor. Er schrieb eine Reihe von Texten, aus denen das Stück Lament of the North wurde und imponierte Hamilton mit seiner Stimme und seinen Texten. Hinzukommend fügte sich Pirmohamed in das soziale Gefüge der Gruppe.
So brachte er mit seinem Timbre und seiner Phrasierung eine moderne Interpretation in die eher traditionell angelegte Doom-Musik. Hinzukommend brachte er Texte ein, die Mal als Stücke mit erzählerischem Anspruch, Mal als sozialkritische Tiraden im Stil von Killing Joke beurteilt wurden.
Den Bandnamen brachte dann Pirmohamed ein. Der Verweis auf die Bestie des Gévaudan sollte die okkulte Mystik des Doom Metal einfangen und eine Dunkelheit und Brutalität vermitteln, die den Klang der Band repräsentieren könnte. Außerdem wollte er etwas Eindeutiges und Wiedererkennbares.

### Veröffentlichungen im Selbstverlag
Am 13. Dezember 2014 veröffentlichte das Quartett ihre erste EP Message for the Damned im Selbstverlag. Die EP wurde im Oktober 2014 in den Soundarc Studios in Shefford unter der Produktionsleitung und tontechnischen Begleitung von Gareth James aufgenommen. James mischte und masterte auch die Aufnahmen. Die EP wurde als CD-R im Digipack von der Band veröffentlicht, vermarktet und vertrieben. Die Stärke der  ersten Auflage ist nicht publik. Gévaudan legte die EP allerdings 2015 in einer Auflage von 100 Stück im Jewelcase erneut auf. Die Veröffentlichung als Musikdownload erfolgte nachkommend via Bandcamp.
Ende des Jahres 2014 äußerten sich die Musiker zu zukünftigen Aufnahmen. Ein Studiotag wäre bereits gebucht und ein Stück, dass die Gruppe aufnehmen wolle stünde bereits fest. Das Interview mit der entsprechenden Aussage erschien nach der Veröffentlichung des, erneut in den Soundarc Studios, eingespielten Stücks The Burning of the Black Sun. Details zur Aufnahme sind derweil nicht publik. Die Single wurde am 5. Januar 2015 als Musikdownload über die damalige Website der Band kostenfrei veröffentlicht und im Mai des gleichen Jahres, mit der Anlage einer Bandcamp-Seite, über diese vertrieben. Das mit Mike Liassides von Doom-Metal.com geführte Interview, bei dem die Band die Aufnahme ankündigte, wurde im Februar 2015 veröffentlicht. Pirmohamed nannte das als Single veröffentlichte Stück The Burning of the Black Sun „ein bisschen mehr Rock ’n’ Roll“ als die Stücke der vorausgegangenen EP. Bei den Aufnahmen zu Message for the Damned hatte The Burning of the Black Sun damit nicht auf die EP gepasst. Live hingegen käme das Stück „immer gut an,“ weshalb Gévaudan ihn als zugängliche Single herausbringen wollte.
Mit Veröffentlichung der Download-Single The Burning of the Black Sun gab Gévaudan bekannt bereits an einer weiteren EP zu arbeiten. Als Veröffentlichungstermin war das Ende des Jahres 2015 geplant. Die EP Litost wurde erneut in den Soundarc Studios aufgenommen. Produktion, Abmischung und Mastering übernahm diesmal der britische Tontechniker und Podcaster Joe Crow. Andy Salt gab später an, dass er glaube, dass die Band mit der EP endgültig einen eigenen Klang gefunden habe.
Obwohl mehrere Rezensenten nach Litost von einer Albumveröffentlichung in Kooperation mit einem Label ausgingen erarbeiteten die Musiker von Gévaudan ihr Debütalbum Iter ohne die finanzielle Unterstützung eines Unternehmers und nahmen das Album unter der Leitung des Tontechnikers und Produzenten Mike Exeter, der zuvor mit Cradle of Filth, Judas Priest und Black Sabbath gearbeitet hatte, in den Woodworm Studios in Oxfordshire auf. Anschließend mischte und masterte Exeter das Album.

### Mit Meuse Music Records
Im August 2023 nahm die Gruppe in Kooperation mit dem belgischen Doom-Metal-Label Meuse Music Records Umbra als ihr zweites Studioalbum auf. Die Aufnahmen wurden erneut von Mike Exeter begleitet, produziert, gemischt und gemastert. Umbra wurde im Gospel Oak Recording Studio in Warwick aufgenommen. Mit Umbra verwirklichte die Band die lang gehegte Idee eines Ein-Stück-Albums. Das Album ist ein Konzeptalbum, das Depression aus einem Blickwinkel eines Eldritch Horrors erforschen und in „einem unerbittlichen Schatten gipfel[n soll], der auf den Leidenden gelegt“ würde.

## Rezeption
Die Veröffentlichungen von Gévaudan erhielten anhaltend positive Resonanz. Trotz des Selbstverlags wurden schon die frühen Veröffentlichungen weitreichend rezipiert. Alle Rezensenten sprachen der Band von Beginn an ein hohes Potential zu.

### Message for the Damned
Kritiker beurteilen bereits Message for the Damned jedoch unterschiedlich. Mike Liassides von Doom-Metal.com mutmaßte, dass die Abmischung und Produktion der EP die Dynamik, die Gévaudan live besitze genommen habe. Das Schlagzeug- und Bassspiel füge der Musik der Gruppe unter regulären Bedingungen weit mehr bei,  das Volumen und die Dynamik dieser Instrumente sei jedoch auf den Aufnahmen kaum vernehmbar. In einer für Doom Metal Heaven verfassten Besprechung wurde der von Liassides als vielfältig gelobte Gesang hingegen als unnötig Überfrachtet bemängelt. So sei es Gévaudan möglich, wenn sie das Unnötige überwinden und die gelegentlichen zu offensichtlichen Adaptionen des Gitarrenspiels von Tony Iommi auslassen, etwas Besonderes zu schaffen. Weitere Rezensenten sahen in Message for the Damned hingegen einen Vergangenheitsbewussten „Metal mit einem Sinn für Abenteuer“ oder mutmaßten, dass Doom Metal kaum besser werden könne. So schloss auch Chris Jennings in einer für Worship Metal verfassten Rezension:

„Doom Metal, traditioneller Heavy Metal, nennt es, wie ihr wollt; jeder Fan von schädelzerschmetternden Riffs und Melodien, die das wütendste Headbanging verlangen, das man sich vorstellen kann, wird sich vor dem Altar von Gévaudan verneigen.
Wie es sich für Debüt-EPs gehört, verspricht Message for the Damned viel für die Zukunft.
Die Macht des allmächtigen Riffs ist stark bei diesem da!“

### The Etheral Mirror und Litost
Chris Jennings von Worship Metal sah in Cathedrals Ride von The Etheral Mirror den perfekten Vergleich für die Single The Burning of the Black Sun: „Schweiß, Geprotze und süße Riffs.“
Die Resonanz auf die EP Litost war weitreichend und fiel durcheeg positiv aus und mehrere Rezensenten erwarteten einen Labelvertrag sowie ein Studioalbum als nächsten Karriereschritt. So wurde Litost von Gavin Brown für Metalgods TV als „episches und eindringliches Erlebnis, bei dem man nicht anders kann, als sich der Band hinzugeben“ gelobt. In einer für Real Gone Rocks verfassten Besprechung hieß es, dass die EP nicht leicht zugänglich aber überaus faszinierend sei. Dass, der Geist früher Black Sabbath zwar allgegenwärtig sei, stellte Andy Thorley von Maximum Volume Music fest, „doch anstatt sich wie so viele andere Bands dieser Art stumpfsinnig durch den traditionellen Einheitsbrei zu wühlen,“ sei das „Quartett darauf aus,“ der Idee einen „eigenen Stempel aufzudrücken.“ Andere Rezensenten lobten die EP als „ein befriedigendes Hörerlebnis“ für Fans einer von Black Sabbath beeinflussten Musik, oder echten Doom Metal, „düster, rau und teuflisch wichtig.“ Mike Liassides von Doom-Metal.com räumte ein, dass sein Urteil über die vorherige EP Message for the Damned zu hart gewesen sei, und die Band, die insbesondere Live zu überzeugen wisse, in ihren unabhängigen Möglichkeiten herausragendes leiste.

„Ich persönlich halte Gévaudan für eine der interessantesten, talentiertesten und vielseitigsten Bands, die derzeit in Großbritannien unterwegs sind - und diese EP beweist, dass man sie zu Hause genauso gut hören kann, wie live.“

### Iter
Iter erhielt vorwiegend positive Resonanz, gegenüber den EPs wurden hingegen negative Stimmen vernehmbar. So schrieb Daniel Müller von Crossfire Metal Iter sei „eine sehr träge Angelegenheit“, der „nölige, gequält klingende Gesang [müsse] erstmal verkraftet werden“. Diesem negativen Urteil gegenüber wurde Iter als „progressiver Doom in seiner besten Form“ und „ein herausragendes Debüt einer Band, deren hohe Doom-Qualitäten deutlich zu hören sind“ gelobt.

„Die britische Band Gévaudan hat mit ihrem Debütalbum etwas ganz Besonderes erreicht - man hat nur eine Chance, sein erstes Album zu einem echten Erfolg zu machen, und genau das haben sie mit diesem Epic-Doom-Schmaus geschafft.“

Nach den beiden gut aufgenommenen EPs sei Gévaudan „ein verdammt gutes“ Debüt gelungen, dass zeige, „dass man nicht unbedingt originell sein muss, um ein bisschen außergewöhnlich zu sein. Es kommt darauf an, was man mit dem macht, was man hat.“ Iter erweise sich gerade als „Debüt einer jungen Band“ als „ein starkes Statement“ und sei damit für „Liebhaber von Doom […] ein Muss“. „Mit der richtigen Aufmerksamkeit“ könne es Gévaudan noch „weit bringen.“ So gelänge es der Band „Altbewährtes lebendig klingen zu lassen“. Iter sei durchdacht „konstruiert und geschrieben“, beweise dabei Sinn für das Epische und Natürlichkeit. Gerade das epische Elemente sei angemessen, „ohne jemals selbstgefällig zu klingen“. Die Band habe mit Iter „alle Register“ ihres bekannten Spiels „gezogen und [könne] auf das Ergebnis sehr stolz sein.“ Die Band spiele so mit „Dynamik, Intensität und Aggression, gepaart mit Leidenschaft und einer unglaublichen Fähigkeit zum Songwriting.“

### Umbra
Die international weitreichende Resonanz auf Umbra fiel durchgehend positiv aus. Sam Lowe vom Kerrang sah Gévaudan mit Umbra auf dem Weg, selbst zu den Größen des Genres zu gehören. Auch diverse weitere Rezensenten wiesen darauf hin, dass Gévaudan zukünftig Großes vollbringen könne. Die „herausragende Veröffentlichung“ erweise sich als „eine verblüffende Erfahrung, die die normalen Sinne des Musikhörens übersteigt“, „ein exquisites Album, von Anfang bis Ende“, „etwas Unerwartetes und Geniales“ und „ein vollständig realisiertes und fokussiertes Stück Musik, das gleichermaßen furchterregend und erschreckend ist.“ Mit Umbra und Iter habe Gévaudan ihre progressiven Ambitionen verdeutlicht, deren Potential und Entwicklung nicht unterschätzt werden sollten. Vielmehr sei mit Gévaudan auch in Zukunft zu rechnen.

„Die grandiose, fast opernhafte Eröffnung, fast wie ein doomiger Vangelis, scheint darauf abzuzielen, den traditionellen düsteren und unheilvollen Doom, der für Kathedralen konzipiert wurde, kathartischer zu machen, indem sie die Komposition langsam mit Lichtstrahlen ausbrechen lässt.“

Umbra sei so als ein Album, das unter anderem mit Fragmenten des Epic-, Traditional- und Black-Doom diverse Facetten des gesamten Spektrums des Doom Metals aufgreift, ein „umwerfendes und einzigartiges Hörerlebnis“, schrieb Steve Howe für Outlaws of the Sun. JVB schrieb für Scream Blast Repeat mit Blick auf den Anspruch eines Ein-Stück-Albums, dass man „angesichts der Anforderungen, die an den Hörer gestellt werden, zusammenzucken“ könne, doch Umbra sei  die „Zeit und Geduld wert.“ Dabei erschließe sich das Album kurzweilig und natürlich als „eine allumfassende Reise, bei der der lyrische Inhalt, das Artwork und die Themen dazu beitragen, dass sie ebenso dynamisch wie erschütternd ist“. Insbesondere in Relation zu weiteren epischen Doom-Metal-Veröffentlichungen des Jahres, „von Ahab bis zu […] Bell Witch,“ wirke Umbra „druckvoll und fühl[e] sich […] fast wie Reign in Blood an.“

## Stil
Der Musikstil von Gévaudan entspricht einer eklektischen Variante des Epic Doom, der Versatzstücke Stoner Doom, Sludge, Black Doom, Post-Metal und Traditional Doom zugesprochen werden. Dabei überführt Gévaudan den Epic Doom im Stil von Candlemass in etwas weit progressiveres. Der weiteren füge die Gruppe der Musik die düstere Erhabenheit von Bathory bei. Das Songwriting sei allerdings stärker und straffer, während die Darbietung selbstbewusst erscheint.
Die Stücke werden häufig von dem „dramatischen Gesang von Adam Pirmohamed dominiert, dessen beschwörende Darbietung viel dazu beiträgt, dem Album einen zusätzlichen Schuss Glamour und Grandezza zu verleihen.“ Der wechselhafte Gesang besäße das Charisma von Ronnie James Dio, während seine Stimme wie jene von Sean Harris von Diamond Head klänge. „Die Wehmut des Gesangs aber auch etwas von My Dying Bride“ in sich trage.

„Aber obwohl es verständlich wäre, sich auf seine Leistung als emotionalen Dreh- und Angelpunkt des Albums zu konzentrieren, ist Iter eindeutig eine Teamleistung und wäre ohne die ebenso wichtigen Beiträge von Gitarrist Bruce Hamilton, Bassist Andy Salt und Schlagzeuger David Himbury nicht halb so gut.“

Als besonders präsent gilt derweil der Einfluss von Tony Iommi und Black Sabbath. Solchen Einflüssen entsprechend ist die Musik von Gévaudan von „superschweren, knüppelharten Riffs“ geprägt. Bass- und Schlagzeugspiel steuern Dynamik und progressive Taktwechsel und Groove hinzu.

## Diskografie
- 2014: Message for the Damned (EP, Selbstverlag)
- 2015: The Burning of the Black Sun (Download-Single, Selbstverlag)
- 2016: Litost (EP, Selbstverlag)
- 2019: Iter (Album, Selbstverlag)
- 2023: Umbra (Album, Meuse Music Records)

Beteiligungen an Kompilationen
- 2015: The Cursed Undead auf Zero Tolerance Audio 63 (Zero Tolerance)
- 2016: Wastes Eternal auf Fear Candy 161 (Terrorizer Magazine)
- 2016: Wastes Eternal auf Zero Tolerance Audio 76 (Zero Tolerance)
- 2019: Maelstrom auf Doomed & Stoned in England: The Lost Tribes (Doomed & Stoned)
- 2022: Dawntreader auf Doomed & Stoned in England, Vol. II (Doomed & Stoned)